# Paul Hasluck
Sir Paul Meernaa Caedwalla Hasluck (Fremantle, 1º aprile 1905 – Perth, 9 gennaio 1993) è stato un politico australiano, governatore generale dell'Australia dal 1969 al 1974.